# دفتر

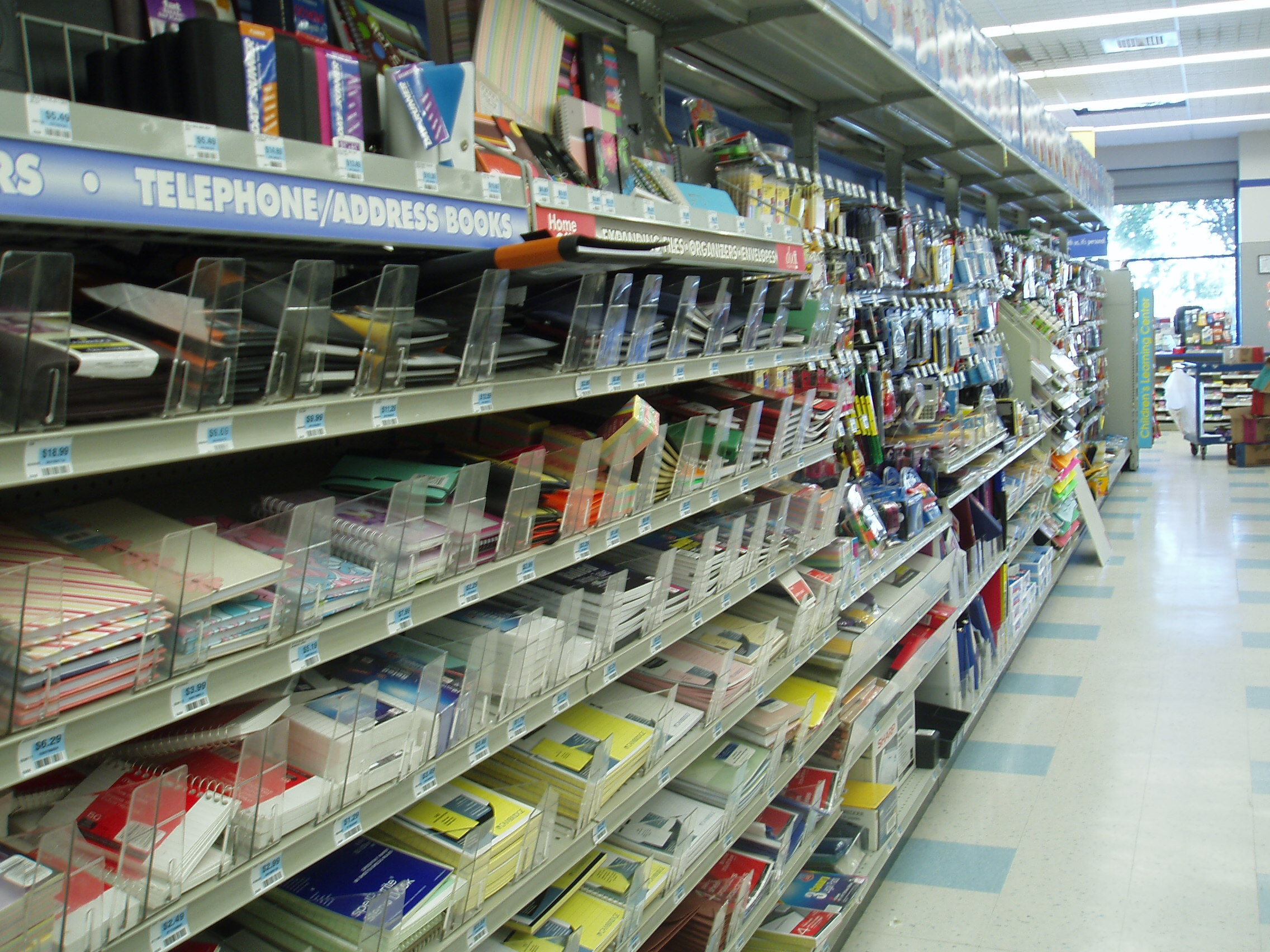
دفاتر للبيع في أحد المحال

الدَّفْتَر أو الكُرَّاس أو الكُرَّاسَة أو الكَشْكُوُل هو كتاب خالٍ من الكتابة يستخدم لتسجيل الملاحظات والمذكرات وللدراسة ويشمل الكتابة والرسم، وأصل كلمة دفتر من اليونانية ومعناها جلد الحيوان لأنه يستخدم في الكتابة.
عادة ما يكون الدفتر مسطراً للكتابة عليه أما الدفاتر غير المسطرة فهي للرسم، وهناك أنواع متعددة للدفاتر، وأشهرها الدفتر الذي جمعت أوراقه بدباسة الورق، وهناك نوع آخر الذي جمعت أوراقه بسلك حديدي ودفاتر الرسم لها نوعان صغير وكبير، فالصغير جمعت أوراقه بالسلك الحديدي والكبير لصقت طرف من أطراف أوراقه بغلافه، وهناك دفاتر للعلوم والفيزياء، وهناك دفتر ذو صفحات شفافة.
يطلب المدرسون في المدرسة دفاتر من الطلبة لتسجيل المعلومات وحل الواجبات، فكل مدرس يطلب دفاتر خاصة بمادته التي يدرسها فمثلاً مدرس الفيزياء يطلب دفتر فيزياء ومدرس الرسم يطلب دفتر الرسم وهكذا.
الفيزياء والعلوم والرسم هي مواد لها دفاتر خاصة أما المواد الباقية فتستعمل الدفتر المدبس.
الفرق بين دفتر الرسم الكبير والصغير في تجميع أوراقه وأيضاً استخدامه، فالصغير جمعت أوراقه بالسلك الحديدي والكبير لصقت طرف من أطراف أوراقه بغلافه، والدفتر الصغير يستخدم في المدارس والكبير يستعمله الرسامون العالميون لرسم لوحاتهم الشهيرة.
الدفتر ذو الصفحات الشفافة يستعمل أكثر شيء لرسم الخرائط أو أحياناً لنسخ رسمة.